# (9063) Washi
(9063) Washi es un asteroide perteneciente al cinturón de asteroides, región del sistema solar que se encuentra entre las órbitas de Marte y Júpiter.
Fue descubierto el 17 de diciembre de 1992 por Tsutomu Seki desde el observatorio de Geisei.

## Designación y nombre
Designado provisionalmente como 1992 YS, fue nombrado en honor de Shinsyo Washi (n. 1951),  director del Planetario de la ciudad de Sakai. Fundó el Observatorio Muroh en 1978 y es secretario ejecutivo de la Asociación de Observadores de Cometas Hoshi no Hiroba.

## Características orbitales
Washi está situado a una distancia media del Sol de 2,308 ua, pudiendo alejarse hasta 2,680 ua y acercarse hasta 1,936 ua. Su excentricidad es 0,161 y la inclinación orbital 4,806 grados. Emplea 1280,66 días en completar una órbita alrededor del Sol.

## Características físicas
La magnitud absoluta de Washi es 14,70. 